# Mord in San Francisco
Mord in San Francisco (Originaltitel Crosscurrent) ist ein US-amerikanischer Fernsehfilm von Jerry Thorpe aus dem Jahr 1971 mit Robert Hooks in der Hauptrolle. Der Kriminalfilm wurde durch den Sender CBS am 19. November 1971 zum ersten Mal ausgestrahlt.

## Handlung
Zwei Polizeibeamte untersuchen einen Mord auf einer der historischen Straßenbahnen San Franciscos und entdecken, dass das Opfer Sohn eines Reedereimagnaten war. Die Spuren führen sie zu einem Drogendealer, einem zwielichtigen Arzt und einem nervösen Polizeichef.

## Kritiken
„Effektvoll inszenierter Polizeithriller.“